# Bouloumpoukou FC
El Bouloumpoukou es un equipo de fútbol de Burkina Faso que juega en la Primera División de Burkina Faso, la liga de fútbol más importante del país.

## Estadio
Su estadio es Stade Balibiè.